# ایر (اسکاتلند)
ایر (به انگلیسی: Ayr) یک شهر در اسکاتلند است که در ایرشر جنوبی واقع شده‌است.

## خصوصیات
ایر ۴۶٬۰۵۰ نفر جمعیت دارد.

## خواهرخوانده
شهر سن ژرمن آن له خواهرخواندهٔ ایر هست.